# Кси Близнецов
Кси Близнецов (ξ Близнецов, Xi Geminorum, ξ Geminorum, сокращ. Xi Gem, ξ Gem) — звезда в зодиакальном созвездии Близнецов. Кси Близнецов имеет видимую звёздную величину +3,35m и, согласно шкале Бортля, видна невооружённым глазом даже на внутригородском небе (англ. Inner-city sky).
Из измерений параллакса, полученных во время миссии Hipparcos, известно, что звезда удалена примерно на 58,7 св. лет (18,0 пк) от Земли (то есть всего на 68 % дальше, чем самая яркая звезда созвездия — Поллукс). Причём с такого расстояния наше Солнце всё ещё было бы видно невооружённым глазом, имея шестую звёздную величину (6,05m), но было бы совершенно потеряно среди звёзд Млечного Пути в созвездии Щита. Звезда наблюдается севернее 78° ю. ш., то есть видна практически на всей территории обитаемой Земли, за исключением приполярных областей Антарктиды. Лучшее время для наблюдения — январь.
Средняя пространственная скорость Кси Близнецов имеет компоненты (U, V, W)=(−25,6, −20,6, −13,1) км/с, что означает U=−25,6 км/с (движется по направлению от галактического центра), V=−20,6 км/с (движется против галактического вращения) и W=−13,1 км/с (движется в направлении галактического южного полюса). Кси Близнецов движется весьма быстро относительно Солнца: её радиальная гелиоцентрическая скорость практически равна 25 км/с, что в более чем в 2 раза быстрее скорости местных звёзд Галактического диска; знак минус показывает, что звезда удаляется от Солнца. По небосводу звезда движется на юго-запад. Звезда приближалась к Солнцу расстояние 34 св. лет 435 000 лет назад, когда она светила с яркостью до 2,14m, то есть с яркостью, с которой сейчас светит Алголь.

## Имя звезды
Кси Близнецов (латинизированный вариант лат. Xi Geminorum) является обозначением Байера, данным им звезде в 1603 году. Хотя звезда и имеет обозначение ξ (кси — 14-я буква греческого алфавита), однако сама звезда — 8-я по яркости в созвездии. 31 Близнецов (латинизированный вариант лат. 31 Geminorum) является обозначением Флемстида.
Кси Близнецов носила традиционное название Альзирр (Alzirr, араб. الزِرّ‎), что по-арабски означает «кнопка», хотя что это за «кнопка», точно не известно.
В 2016 году Международный астрономический союз организовал Рабочую группу при МАС по звёздным именам (WGSN), чтобы каталогизировать и стандартизировать собственные имена звёзд. WGSN решила присвоить собственные имена отдельным звёздам, а не целым множествам звёздных систем. Группа одобрила имя Alzirr (Альзирр) для звезды Кси Близнецов, и с 30 июня 2017 года звезда включена в Список одобренных IAU звёздных имён.
Эта звезда вместе с такими звёздами, как Гамма Близнецов (Альхена), Мю Близнецов, Ню Близнецов и Эта Близнецов, входила в арабский астеризм al-hanʽah «клеймо» (на шее верблюда). Они также ассоциировались с al-nuḥātai (двойная падежная форма al-nuḥāt), «горб верблюда».
В китайской астрономии звезда входила в созвездие 井宿 (Jǐng Su), что означает «Колодец», состоящее из Мю, Ню, Гаммы, Кси, Эпсилона, 36-й, Дзеты и Лямбды Близнецов. Следовательно, сама Кси Близнецов известна как 井宿四 (Jǐng Su sì (Jǐng Su yī, «четвёртая звезда колодца»).

## Свойства звезды
Кси Близнецов — субгигант спектрального класса F5IV-V, что указывает на то, что водород в ядре уже закончился и сейчас начинается «горение водорода», во внешних оболочках звезды, то есть звезда только что сошла с главной последовательности. Звезда фактически находится в критической точке, когда термоядерный синтез начинает работать по «углеродному циклу». Звезда излучает энергию со своей внешней атмосферы при эффективной температуре около 6480 К, что придаёт ей характерный жёлто-белый цвет звезды спектрального класса F.
Масса звезды весьма скромная и составляет 1,706 M⊙. Сама звезда, по-видимому, начала свою жизнь как бело-жёлтый карлик спектрального класса A7V, чем-то похожий на 21 Малого Льва. Её радиус в прошлом должен быть равен 1,63 R⊙, а эффективная температура (Tэфф) должна быть равна 7483 К. Из температуры и радиуса звезды, используя закон Стефана — Больцмана, можно узнать, что её светимость составляла тогда 7,44 L⊙. Для того, чтобы планета, аналогичная нашей Земле, получала примерно столько же энергии, сколько она получает от Солнца, её надо было бы поместить на расстоянии 2,7 а. е., то есть примерно в Пояс астероидов, а более конкретно, примерно на орбиту, где находится астероид Паллада, чья большая полуось равна 2,77 а. е.. Причём с такого расстояния Кси Близнецов выглядела бы на 36 % меньше нашего Солнца, каким мы его видим с Земли — 0,32° (угловой диаметр нашего Солнца — 0,5°).
В связи с небольшим расстоянием до звезды её радиус может быть измерен непосредственно, и первая такая попытка была сделана в 1922 году. Угловой размер звезды тогда был оценен в 2,0 mas, а это значит, что с учётом расстояния её линейный радиус должен был составлять 2,2 R⊙, что, как мы знаем сегодня, составляет 80 % от истинного радиуса звезды. Вторая попытка, произведённая в 1967 году, была более удачной, радиус был оценен в 2,3 R⊙. И наконец, во время третей попытки в 1969 году было получено почти современное значение углового радиуса 1,4 mas и линейного радиуса 2,8 R⊙. В настоящее время радиус звезды оценивается в 2,71 R⊙. Светимость звезды довольно большая и составляет 11,57 L⊙.
Звезда имеет поверхностную гравитацию 103,81 см/с2 или 64,6 м/с2, то есть 4,2 раза меньше, чем поверхностная гравитация Солнца (274,0 м/с2), что объясняется больши́м радиусом звезды при относительно малой массе. Звезды с планетами обычно имеют большую металличность по сравнению с Солнцем; у Кси Близнецов металличность очень близка к солнечной ([Fe/H] ≈ 0,00 ± 0,01). Кси Близнецов проявляет спектральную сигнатуру быстро вращающейся звезды с экваториальной скоростью вращения 66,1 км/с, в 30 раз выше солнечной, откуда период вращения звезды составляет 2,1 суток. Быстрое вращение внешних слоёв в состоянии конвекции приводит к значительной магнитной активности, рентгеновскому излучению и существованию двухуровневой внешней короны: одна с температурой в 2⋅106 К (очень похожая на солнечную), другая с температурой в 8⋅106 К. Рентгеновское излучение, исходящее от этой звезды, имеет расчётную рентгеновскую светимость 1,06⋅1029 эрг.
Возраст звезды Кси Близнецов определён как 1,5 млрд лет, однако это не совсем так, поскольку звёзды с массой 1,7 M⊙ живут на главной последовательности около 2,2 млрд лет, а поскольку звезда недавно сошла с главной последовательности, то, соответственно, получается что возраст звезды занижен. Предполагая, что эволюция жизни на углеродной основе носит универсальный характер и что в космосе действуют те же законы, что и на Земле, можно сказать, что на планете, аналогичной Земле, у Кси Близнецов эволюция достигла бы стадии палеопротерозоя, то есть на ней только начали появляться эукариоты — клетки, которые содержат ядро. Также на планете, возможно, появились многоклеточные подвижные организмы, что-то вроде франсвильской биоты на Земле. Поскольку субгигант — это только короткая стадия жизни звезды (до 100 млн лет), Кси Близнецов скоро станет красным гигантом, а затем, сбросив внешние оболочки, — белым карликом.
Кси Близнецов демонстрирует переменность: во время наблюдений яркость звезды колеблется на 0,09m, изменяясь в пределах от 3,33m до 3,42m, без какой-либо периодичности (скорее всего у звезды несколько периодов). Тип переменной также не установлен, однако, скорее всего, Кси Близнецов является переменной типа Дельты Щита.
Хотя Кси Близнецов считается одиночной звездой, есть некоторые свидетельства того, что звезда может представлять собой спектроскопическую двойную систему, состоящую из двух звёзд равной массы, однако независимого подтверждения данной информации нет.

## Ближайшее окружение звезды
Следующие звёздные системы находятся на расстоянии в пределах 20 световых лет от звезды Кси Близнецов (включены только самая близкая звезда, самые яркие (<6,5m) и примечательные звёзды). Их спектральные классы приведены на фоне цвета этих классов (эти цвета взяты из названий спектральных типов и не соответствуют наблюдаемым цветам звёзд):
| Звезда           | Спектральный класс | Расстояние, св. лет |
| Глизе 230        | G2 V               | 8,50                |
| 74 Ориона        | F5 IV-V            | 10,06               |
| OU Близнецов     | K2e V-VI           | 11,58               |
| Дельта Близнецов | F0 IV              | 12,54               |
| 37 Близнецов     | G0 IV              | 12,59               |
| 71 Ориона        | F6 V               | 15,75               |

Рядом со звездой, на расстоянии 20 световых лет, есть ещё порядка 10 красных, оранжевых и жёлтых карликов спектрального класса G, K и M, а также 3 белых карлика, которые в список не попали.